# Luciano Politano
Luciano Stefano Politano (Cuneo, 16 maggio 1927 – ...) è stato un arbitro di calcio italiano.

## Carriera
Ha iniziato la sua carriera arbitrale iscrivendosi alla Sezione di Cuneo.
Nel 1955 è promosso ai ruoli della C.A.S.P. e inizia ad arbitrare in Serie C.

Arbitra la prima partita di Serie B nella stagione 1958-1959 dirigendo a Modena il 24 maggio 1959 la partita Zenit Modena-Brescia (2-2).
Per sette stagioni dirige gare del campionato cadetto, 91 presenze in totale.
 
Esordisce in Serie A il 15 gennaio 1961 arbitrando la partita L.R. Vicenza-Atalanta (1-0). Nelle cinque stagioni in cui ha arbitrato nella massima serie ha totalizzato 32 presenze, l'ultima di queste a Bologna il 22 maggio 1966 nell'ultima giornata di campionato dirigendo Bologna-L.R. Vicenza (3-1).

## Biografia
Dalla natìa Cuneo, negli anni '90 Politano si è trasferito con la famiglia a Torino. Nel marzo 2009 ha ricevuto, per i sessant'anni di iscrizione all'Associazione Italiana Arbitri, una medaglia d'argento, con raffigurato il logo di fondazione dell'A.I.A..